# Volo Iberia 602
Il volo Iberia 602 era un volo passeggeri di linea nazionale da Valencia a Ibiza, in Spagna. Il 7 gennaio 1972, un Sud Aviation Caravelle operante il volo si schiantò contro una montagna durante l'avvicinamento all'aeroporto di Ibiza, provocando la morte di tutti i 104 a bordo.

## L'aereo e l'equipaggio
Il velivolo coinvolto era un Sud Aviation Caravelle, codice di registrazione EC-ATV, numero di serie 163. Volò per la prima volta nel 1963 e consegnato a Iberia il 9 luglio dello stesso anno, ed era alimentato da due motori turbogetto Rolls-Royce RA-29 Mk.533R Avon. Fu inizialmente chiamato Tomás Luis de Victoria in onore dell'omonimo compositore spagnolo, anche se in seguito fu abbreviato in Maestro Victoria. Al momento dell'incidente, l'aereo aveva circa 9 anni.
Il volo 602 era sotto il comando del capitano 37enne José Luis Ballester Sepúlveda, con 7.000 ore di esperienza di volo, del primo ufficiale Jesús Montesinos Sánchez e dell'ingegnere di volo Vicente Rodríguez Mesa.

## L'incidente
Il volo 602 era un volo regionale decollato dall'aeroporto di Valencia e diretto a Ibiza. A bordo erano presenti 6 membri dell'equipaggio e 98 passeggeri, la maggior parte dei quali valenciani che tornavano a Ibiza per lavoro dopo le vacanze.
Alle 12:15 ora locale circa, il comandante Sepúlveda contattò l'aeroporto di Ibiza, chiedendo il permesso di scendere a 5 500 piedi (1 700 m). Fonti dell'aeroporto riferirono che disse anche: "Preparami una birra, siamo qui".
L'aereo si stava avvicinando alla pista 07 quando scese sotto i 2 000 piedi (610 m). Secondo quanto riferito, né il capitano né il copilota notarono la pericolosa discesa, mentre stavano discutendo di una partita di calcio con il controllore della torre dell'aeroporto. Il volo 602 colpì il Monte Sa Talaia circa 90 piedi (27 m) al di sotto della sua cima a 1 515 piedi (462 m). Il velivolo esplose nell'impatto. Tutti i 98 passeggeri e 6 membri dell'equipaggio a bordo persero la vita.
Al momento dello schianto, la visibilità era di circa 5-10 miglia e il tempo era descritto come molto nuvoloso.

## Le indagini
Gli investigatori stabilirono che i piloti non erano riusciti a mantenere l'altitudine minima per l'avvicinamento visivo alla pista 07.